# Iglesia Inmaculada Concepción de Vicco
La Iglesia Inmaculada Concepción de Vicco es una iglesia en la localidad de Vicco. La iglesia forma parte de las siete iglesias construidas la Meseta del Bombón durante la época colonial. La construcción data del siglo XVI.
Fue construida con piedras. Posee dos torres con campanarios de bronce de techo de cuatro aguas.
La iglesia se encuentra a 18 km de la ciudad de Cerro de Pasco.